# The Killers
The Killers je američki rock sastav s jakim utjecajima pop-glazbe '80-ih, često uspoređivani sa sličnim sastavom The Bravery.

## Članovi
- Brandon Flowers – vokali i klavijature
- David Brent "Dave" Keuning – gitara
- Mark Stoermer – bas-gitara
- Ronald "Ronnie" Vannucci Jr. – bubnjevi

## Povijest
Godine 2001., Brandon Flowers napušta synth-pop sastav Blush Response jer se ne želi s njima odseliti u Los Angeles, i potom se javlja na oglas budućeg gitarista sastava Davida Keuninga u časopisu Las Vegas Weekly kojim se poziva zainteresirane u rock-sastav inspiriran Oasisom, The Cureom, New Orderom i The Smithsima. Dvojica se sastaju i smjesta zaključuju da će sjajno funkcionirati kao sastav. Pronalaze basista i gitarista i počinju karijeru kao The Killers.
Britanski časopis NME rano je otkrio The Killerse, hvaleći njihove rane nastupe u Ujedinjenom Kraljevstvu, a sastav postaje još poznatiji izlaskom debi-albuma Hot Fuss 2004. godine.
Prvi singl s albuma, Somebody Told Me, postaje instant-hit, praćen još uspješnijim Mr. Brightside. Album je, kao i singlovi, vrlo uspješan kod publike, te dočekan s oprečnim reakcijama kritičara, možda zasićenih naglim preporodom '80-ih u glazbi.
Trenutačno, nakon uspješnog nastupa na londonskoj pozornici humanitarnog koncerta Live 8 (sastav je izveo skladbu All These Things That I've Done, a na njihovo iznenađenje, Robbie Williams, koji je nastupao nakon njih, u svoj je nastup uklopio stih iz njihove pjesme – "I've got soul/But I'm not a soldier"), sastav nastupa s grupom U2 na europskoj turneji "Vertigo".

### Naziv sastava
Naziv The Killers potječe iz video-spota za skladbu Crystal sastava New Order, u kojem Orderovci glume imaginarni sastav tijekom čijeg se nastupa na bas-bubnju može vidjeti natpis The Killers. Flowers je 2005. na festivalu "T in the Park" u Londonu nastupio s New Orderom i izveo baš Crystal.

## Diskografija

### Albumi
- Hot Fuss (2004.)
- Sam's Town (2006.)
- Sawdust (2007.)
- Day & Age (2008.)
- (Red) Christmas EP (2011.)
- Battle Born (2012.)
- Direct Hits (2013.)
- Wonderful Wonderful (2017.)
- Imploding the Mirage (2020.)

### Singlovi
- Somebody Told Me (15. ožujka 2004.)
- Mr. Brightside (24. svibnja 2004.)
- All These Things That I've Done (30. kolovoza 2004.)
- Smile Like You Mean It (2. svibnja 2005.)
- When You Were Young (2006.)
- Bones (2006.)
- A Great Big Sled (feat. Toni Halliday) (2006.)
- Read My Mind (2007.)
- For Reasons Unknown (2007.)
- Shadowplay (2007.)
- Tranquilize (feat. Lou Reed) (2007.)
- Don't Shoot Me Santa (2007.)
- Human (2008.)
- Joseph, Better You Than Me (feat. Elton John & Neil Tennant) (2008.)
- Spaceman (2009.)

## Vanjske poveznice
- Službene web-stranice sastava